# 로널드 픽업
로널드 픽업(영어: Ronald Pickup, 1940년 6월 7일 ~ 2021년 2월 24일)는 잉글랜드의 배우이다.
딸인 레이철 픽업 또한 배우이다.

## 출연 작품
- 다키스트 아워 - 네빌 체임벌린 역
- 더 해피 프린스